# Adlullia solitaria
Adlullia solitaria är en fjärilsart som beskrevs av Van Eecke 1928. Adlullia solitaria ingår i släktet Adlullia och familjen tofsspinnare. Inga underarter finns listade i Catalogue of Life.